# Cidona
Cidona is een frisdrank op basis van appel, die wordt verkocht sinds 1955. Het drankje is vooral populair in Ierland en wordt ook verkocht in het Verenigd Koninkrijk.

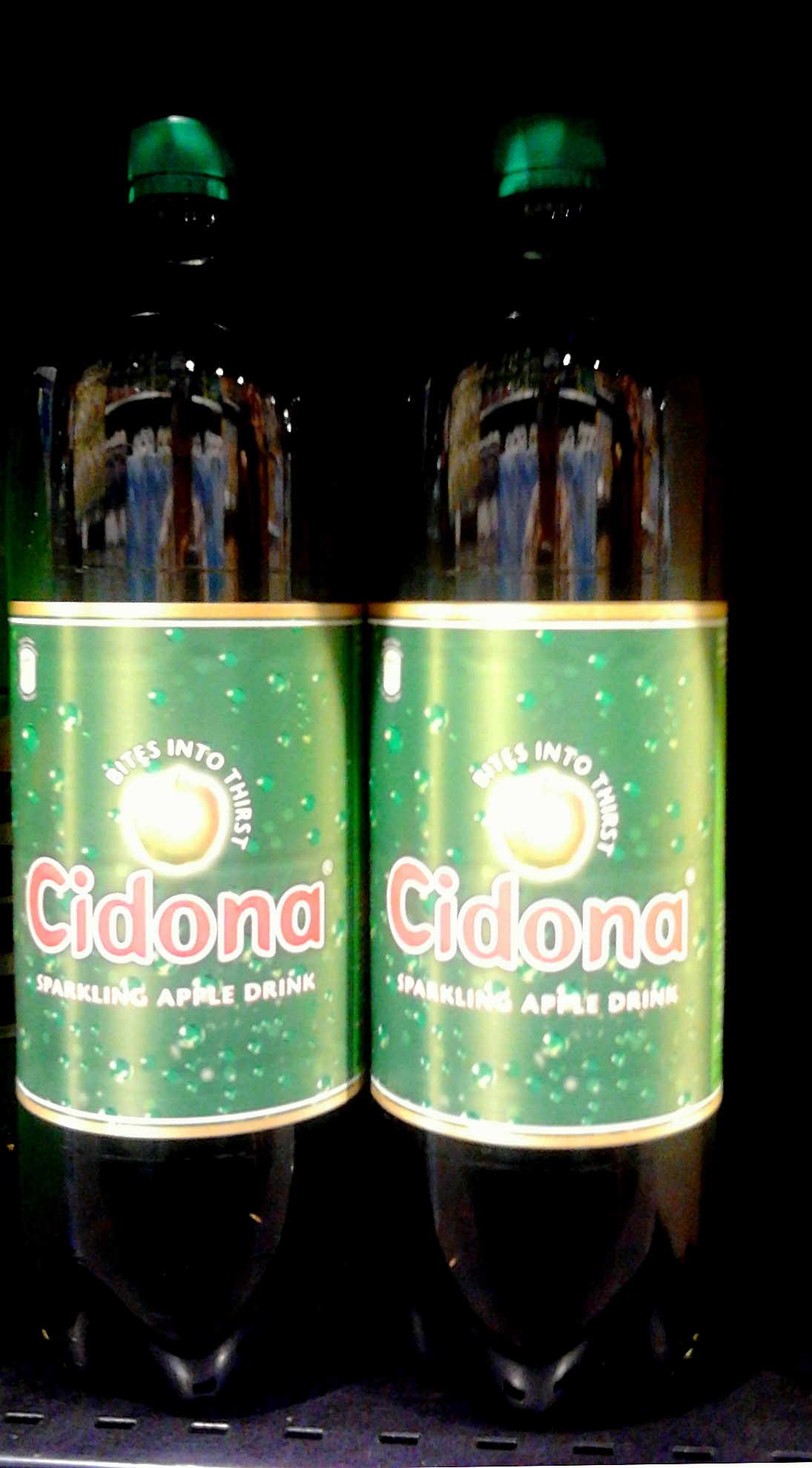
Cidona

Cidona werd origineel geproduceerd door Magners (tegenwoordig onderdeel van de C&C Group) en wordt verkocht in herkenbare groene flessen. Nadat C&C in 2007 haar frisdranksegment verkocht is Cidona onderdeel geworden van Britvic Ierland.